# Voo Northwest Orient Airlines 2501
Em 23 de junho de 1950, um Douglas DC-4 desapareceu no voo Northwest Orient Airlines 2501, que operava diariamente entre Nova Iorque e Seattle. Havia 55 passageiros e três tripulantes a bordo. A morte de todos os 58 passageiros e tripulantes foi o pior acidente de avião comercial na história dos Estados Unidos até o momento.
A aeronave estava a aproximadamente 3 500 pés (1 070 metros) acima do Lago Michigan, a 18 milhas (29,0 quilômetros) a norte-noroeste de Benton Harbor, Michigan, depois de registrar uma descida a 2 500 pés (762 metros) quando desapareceu dos radares. Uma pesquisa em larga escala, incluindo o uso de sonar e o rastreamento do fundo do Lago Michigan com uma traineira, não teve êxito. Muitos detritos leves, assentos e restos mortais humanos foram encontrados flutuando na superfície, mas os mergulhadores também não conseguiram encontrar os destroços do avião.

## Causa
Há muitas teorias sobre a causa do desaparecimento do avião do radar. Sabia-se que o avião estava voando em uma frente de tempestade com turbulência, mas como não foi encontrado, a causa do acidente nunca pôde ser determinada.

## Vítimas
Duas famílias completas morreram no acidente. O maior grupo era a família Hokansons – John, sua esposa Kay, a filha de sete anos, Janice, e o filho de quatro anos, Thomas. A outra família era William H. Frengs, Mr. Freng, advogado e vice-presidente da International Telephone and Telegraph [en], estava acompanhado por sua esposa, Rosa, e sua filha Barbara, 18.

## Resultado
O acidente do avião desaparecido é objeto de uma pesquisa de longo prazo realizada pela Michigan Shipwreck Research Associates, MSRA, uma organização voluntária baseada em Michigan. A pesquisa é financiada pelo conhecido autor Clive Cussler, que fundou a National Underwater and Marine Agency [en] e busca naufrágios em todo o mundo. Em setembro de 2008, um pesquisador que investigou o acidente encontrou uma sepultura anônima que se acredita conter os restos mortais de algumas das 58 vítimas. Valerie van Heest, membro da MSRA, diz que os restos mortais foram levados para terra e enterrados em uma vala comum. Continua dizendo que foram enterrados no cemitério de St. Joseph sem o conhecimento dos parentes, e a sepultura nunca foi marcada.